# Alamo-Einschlag

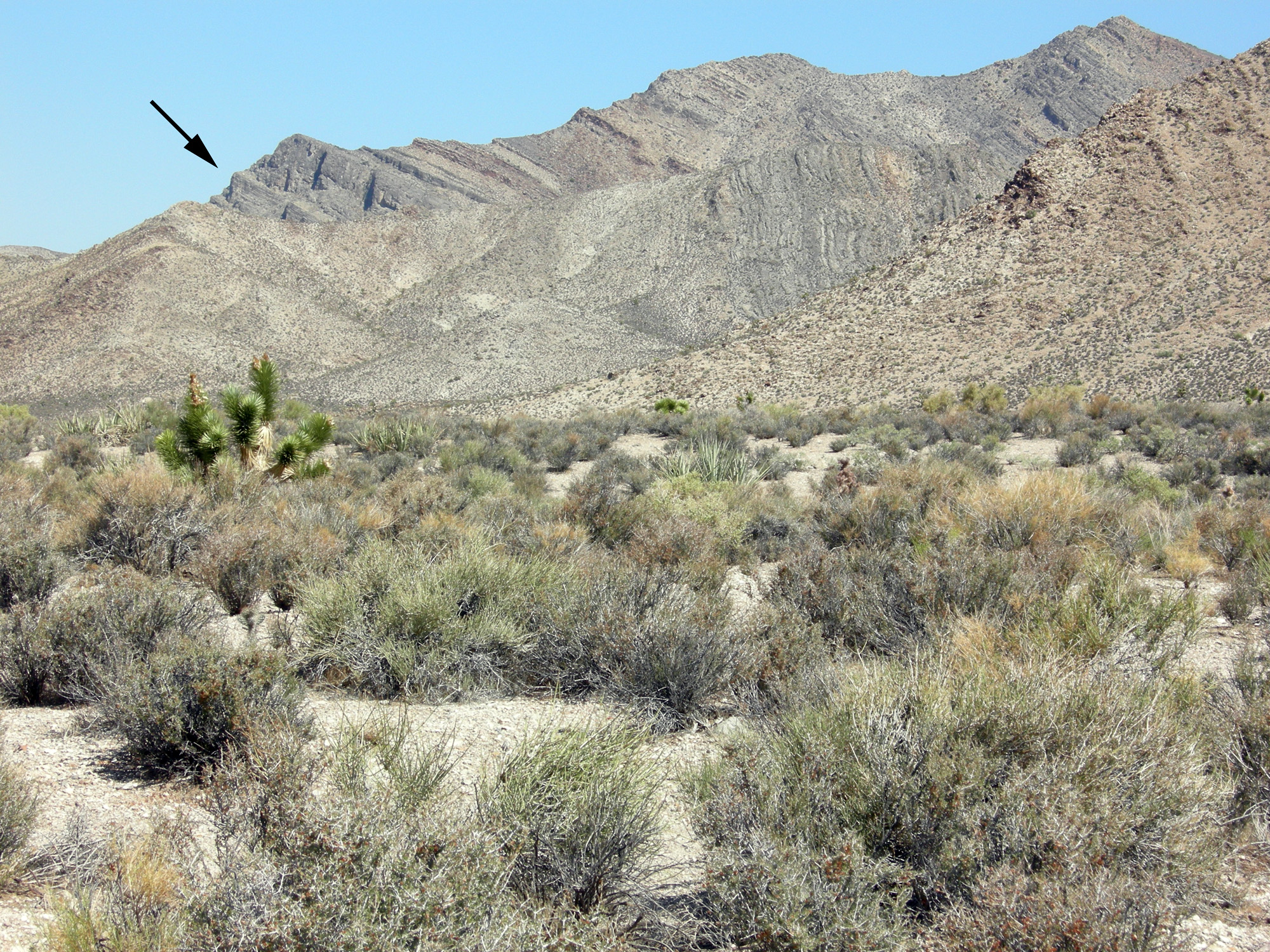
Der Pfeil zeigt den Ort der Alamo Brekzien nahe Hancock Summit, Pahranagat Range, Nevada.

Der Alamo-Einschlag fand vor ca. 375 Millionen Jahren in der Nähe der heutigen Worthington Mountains und Schell Creek Range im südöstlichen Nevada, USA statt.
Benannt wurde dieses Ereignis nach der Stadt Alamo, Nevada, nachdem man in der Umgebung Brekzien („Alamo Breccia“) fand.

## Geologie
In der geochronologischen Periode des Devon ereignete sich ein Meteoriteneinschlag, der nach aktuellen Erkenntnissen zu den größten Impaktkatastrophen des Phanerozoikums zählte. Damit verbunden war in diesem zeitlichen Horizont ein signifikant erhöhtes Vorkommen des Edelmetalls Iridium. Dieses Element ist auf der Erde extrem selten, findet sich jedoch häufig in erhöhten Konzentrationen in der Umgebung von Einschlagstrukturen (siehe auch Iridium-Anomalie). Die Größe des Impaktkraters war bisher nur schwer bestimmbar. Zur damaligen Zeit war dieses Gebiet von einem urzeitlichen Meer bedeckt. Es handelte sich somit um einen submarinen Einschlag. Neuere Untersuchungen, die 2015 veröffentlicht wurden, ergaben einen Durchmesser von ca. 150 km. Vormals wurde der Durchmesser auf 65 km geschätzt. Damit ist der Durchmesser doppelt so groß wie bisher angenommen.
Die Detonation des Himmelskörpers schleuderte neben umfangreichen Ruß- und Staubmassen große Gesteinsblöcke in die weitere Umgebung und löste höchstwahrscheinlich einen weitreichenden Megatsunami aus. Erdgeschichtlich lassen sich Zusammenhänge mit einem Artensterben finden. An der Schwelle zum Karbon fand das Hangenberg-Event statt. Dieses Ereignis kennzeichnet eine drastische und dauerhafte Abkühlungsphase des Klimas auf der Erde. Während der Dauer von ca. 100.000 Jahren sank der Meeresspiegel um 100 Meter. Aufgrund der veränderten Bedingungen in den Ozeanen kam es zum Massensterben von urzeitlichen Lebensformen, wie Ammoniten, Brachiopoden (Armfüßer), Trilobiten, Conodonten, Stromatoporen, Ostrakoden (Muschelkrebse), Placodermi (Panzerfische). Es ist denkbar, dass mehrere Einschlagereignisse für das Massensterben verantwortlich waren. In dieser Periode fanden auch der australische Woodleigh-Einschlag und der schwedische Siljan-Einschlag statt.
Nach anfänglichem Widerstand der Geological Society of America wurde die erste Veröffentlichung über Alamo-Brekzien von John Warme, Brian Ackman, Yarmanto und Alan Chamberlain 1993 im Nevada Petroleum Society Field Conference Guidebook verfasst.

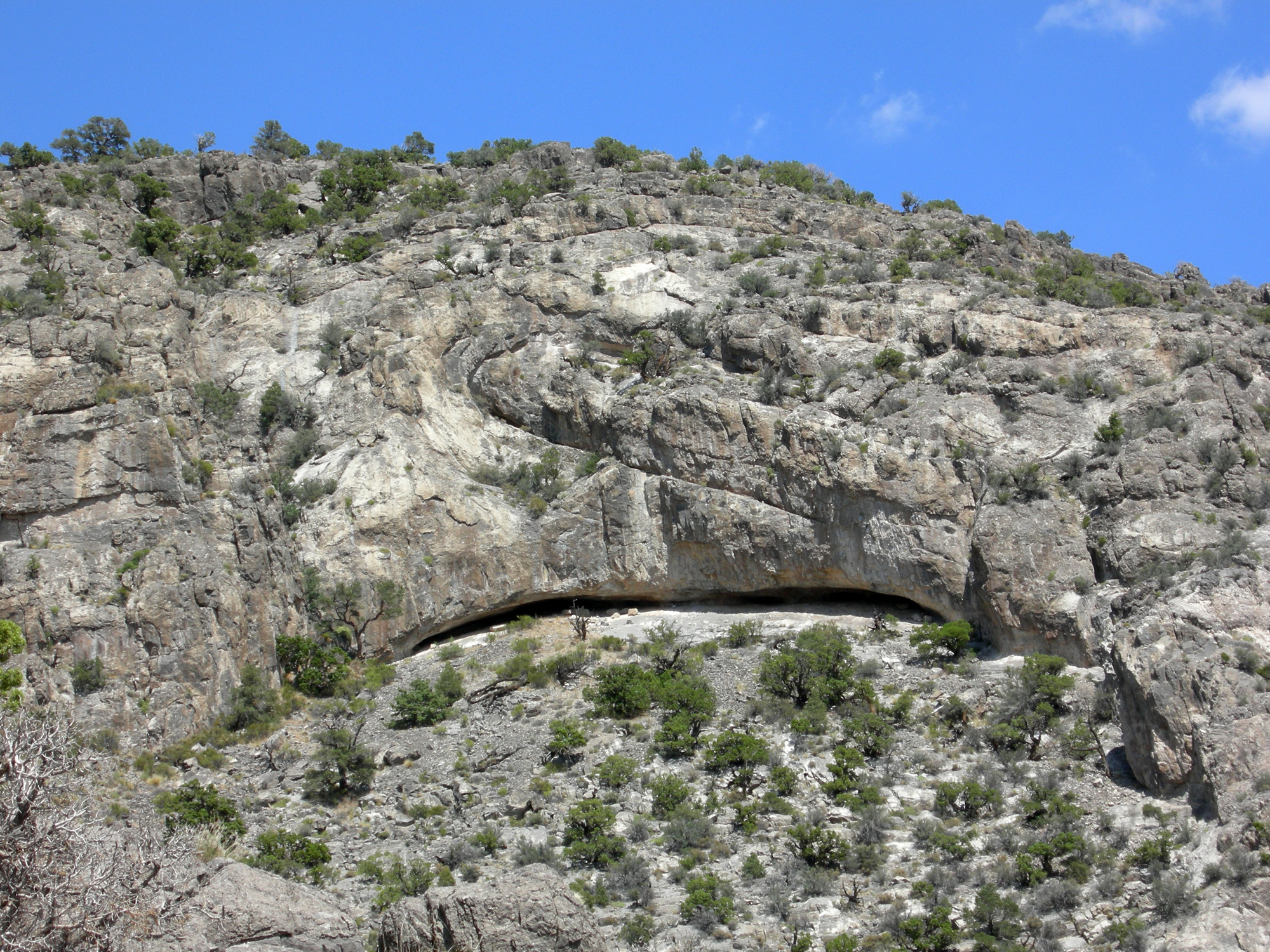
Gestörte Kalksteinformation als eine Folge des Alamo-Einschlags nahe Irish Range, Nevada
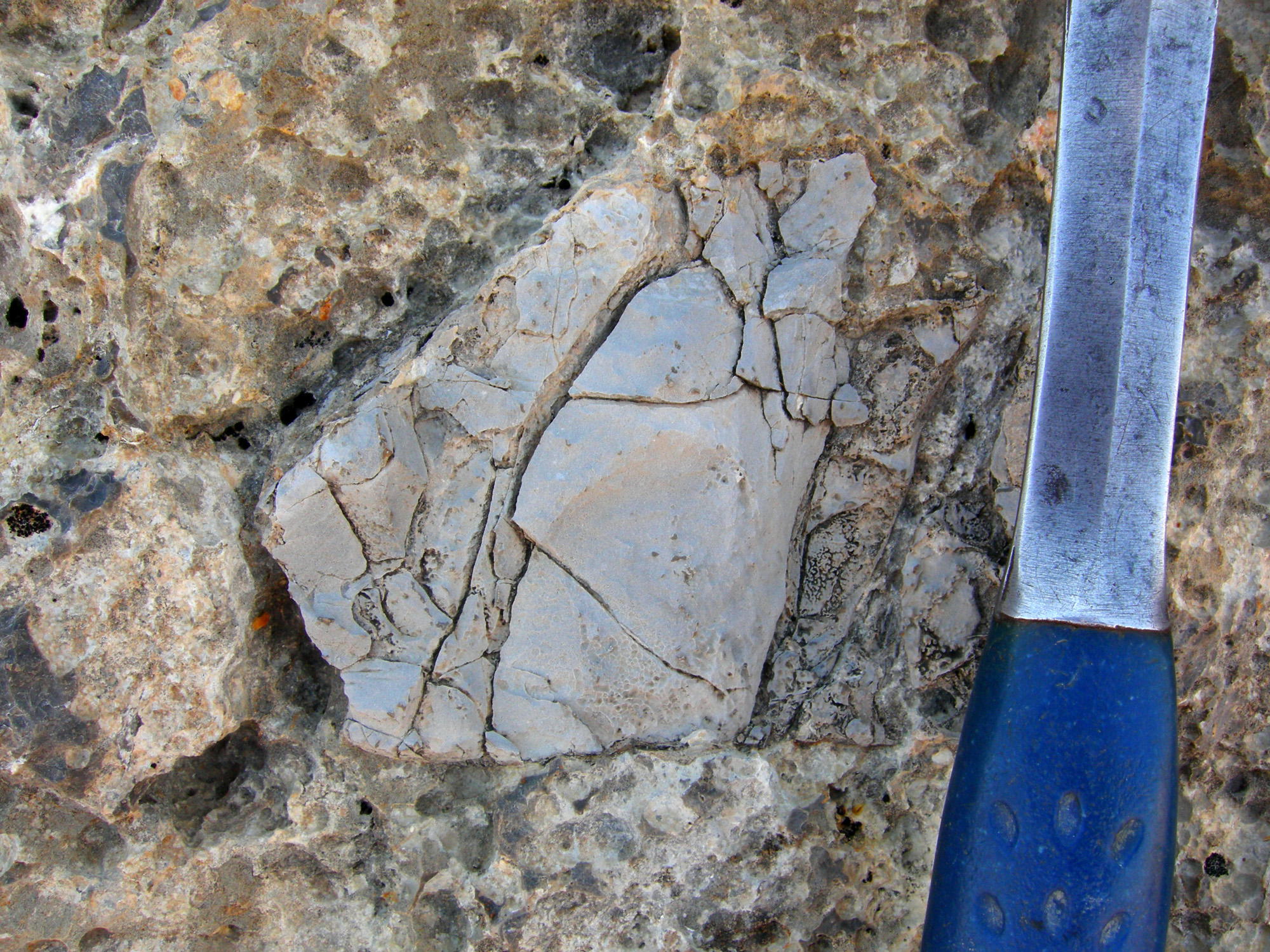
Nahaufnahme einer Alamo-Brekzie nahe Hancock-Gipfel, Pahranagat Range, Nevada
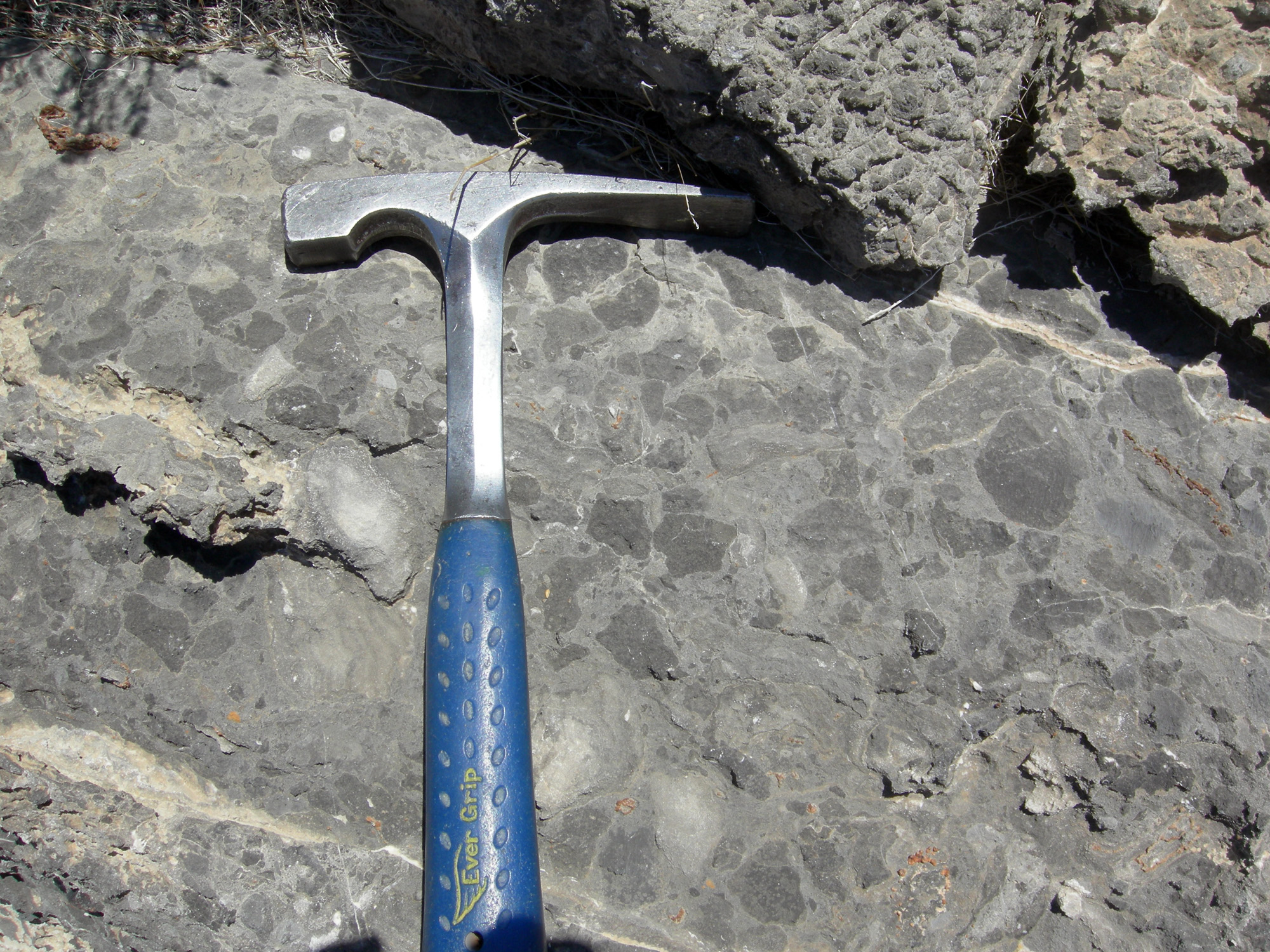
Alamo-Brekzie nahe Hancock-Gipfel, Pahranagat Range, Nevada
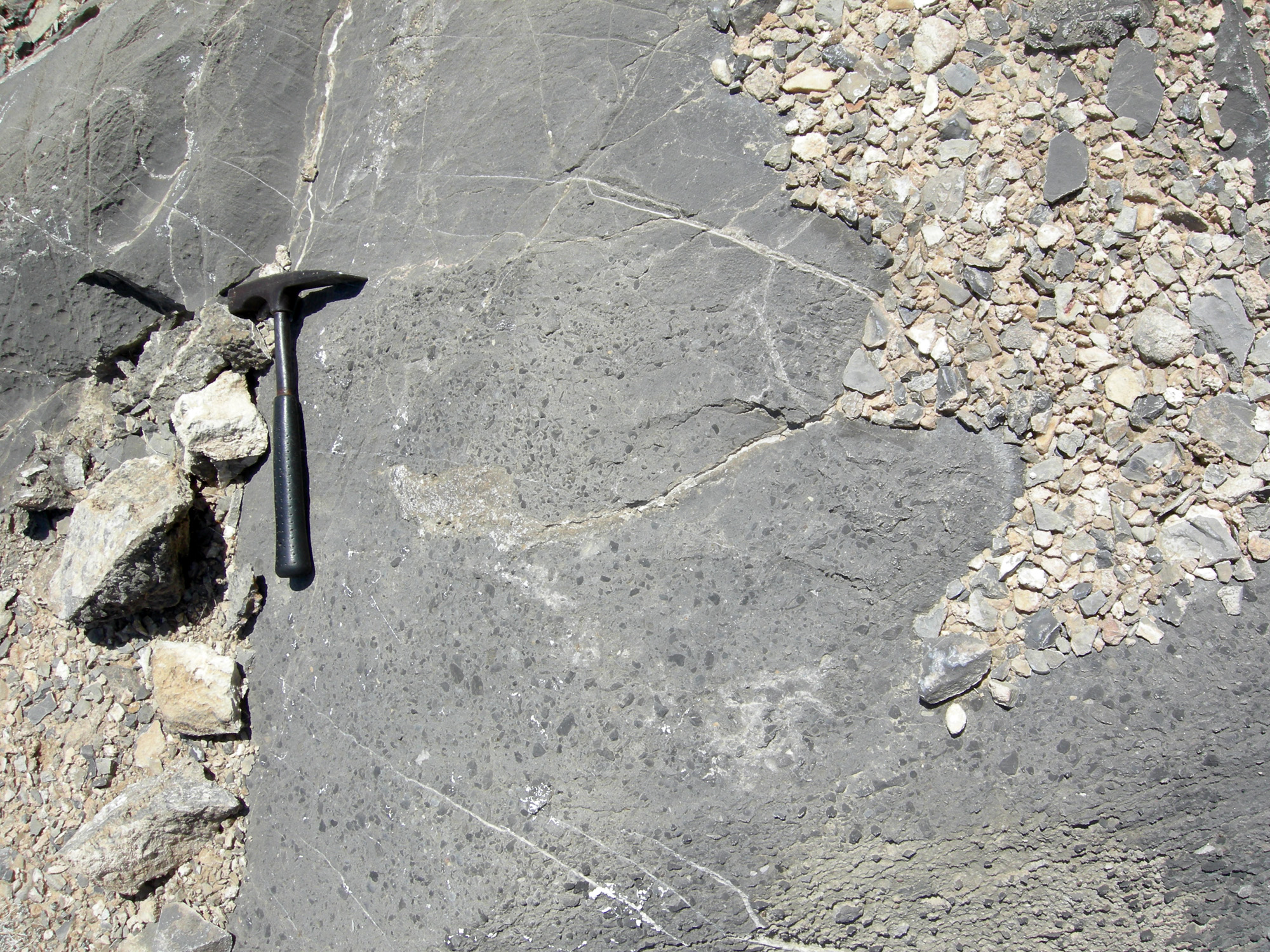
Oberseite der Alamo-Brekzie nahe Hancock-Gipfel, Pahranagat-Strecke, Nevada
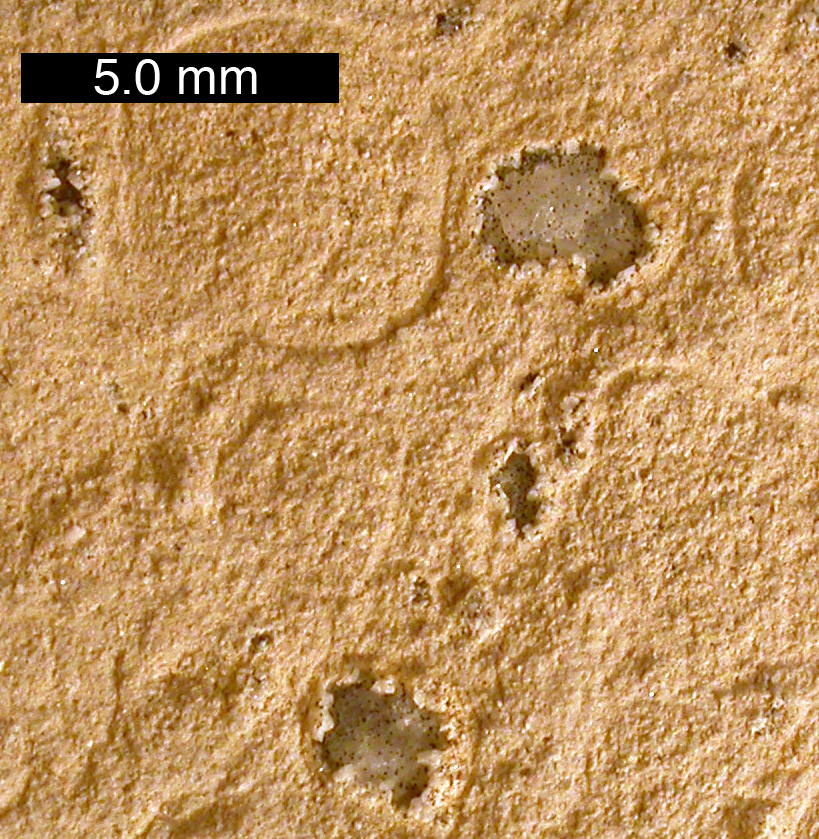
Calcit-Kügelchen („sphärische Lapilli“) aus den Alamo-Einschlag-Lagerstätten nahe Irish Range, Nevada. Maßstabsbalken ist 5,0 mm.